# 福岡秀猪
福岡 秀猪（ふくおか ひでい、1871年11月2日（明治4年9月20日） – 1932年（昭和7年）11月27日）は、明治・大正・昭和の法学者。福岡孝弟の二男。正三位勲三等子爵。

## 来歴

### 生い立ち
1871年11月2日（明治4年9月20日）、元高知藩権大参事・福岡孝弟の二男として高知県土佐郡高知城下に生まれる。
1887年（明治20年）アメリカ合衆国に留学し、初めワシントン・アンド・リー大学に学び、のちカンバーランド大学で法学を修めた。さらにイェール大学に入学するが、一時帰国する。1893年（同26年）、あらためてヨーロッパのブリュッセル大学へ留学し、政治学ならびに行政学を学んだ。法学修士と、政治学行政学博士の学位を得て帰国し、1900年（同33年）、東京外国語学校（現・東京外国語大学）の教授となり、国際法を講じた。
父の薨去に伴い1919年（大正8年）3月31日、子爵を襲爵した。
のち学習院教課授業嘱託となり、また、憲兵練習所の国際法教授を務める。さらに、宮内省御用掛を歴任した。
1932年（昭和7年）11月27日薨去。享年62。

## 栄典
- 1911年（明治44年）7月20日 - 従四位[2]

## 家族
- 父：福岡孝弟
  - 本人：福岡秀猪
  - 妻：子爵・相良頼紹長女・貞子（1877年 -　1948年[1]）
    - 長男：福岡孝紹（1902年 - 1959年[1]）子爵[1]・法学士
    - 二男：福岡孝儔（1914年[1] - ）
    - 長女：実業家・宮地茂秋[3]の妻・呉子（1896年 - 1944年）[4][5]
    - 二女：法学士・永田鉄夫の妻・斐子（1898年 - ?）
    - 三女：瓜生正の妻・能子（1900年 - ?）
    - 四女：実吉金郎[6]の妻・紅子（1904年 - ?）
    - 五女：福岡文子（1911年 - ?）